# أحمد أفندي الزند
أحمد أفندي من علماء بغداد وأشتهر بالوعظ والتدريس في مساجد بغداد، وتخرج على يديه علماء معروفين، مثل مفتي بغداد صبغة الله الحيدري.
وينتمي أحمد أفندي إلى عائلة آل الزند وهي أسرة بغدادية معروفة بالتقوى والصلاح، وتوفي في عام 1262هـ/1854م.
ومن أولاده محمد أمين أفندي الزند الذي كان يشغل منصب مفتي بغداد وتولى الإفتاء على المذهب الحنفي.
ومن عائلته علي خضر عباس الزند، وهو من علماء الدين المسلمين السنة في العراق ومن الذين تم أغتيالهم خلال الفتنة الطائفية في عام 2007م.